# Zygmunt Kaczmarczyk
Zygmunt Kaczmarczyk (ur. 30 maja 1935 w Małej Dąbrówce, zm. 1 lipca 2018 w Katowicach) – polski łyżwiarz figurowy i kolarz, medalista mistrzostw Polski w obu dyscyplinach sportu, reprezentant Polski.

## Kariera sportowa
Z powodzeniem łączył starty kolarskie i łyżwiarskie. Jako łyżwiarz reprezentował barwy Budowlanych Katowice (1954–1956), Legii Warszawa (1957–1959) i KKŁ Katowice (1960–1961), w kolarstwie reprezentował Gwardię Katowice i Legię Warszawa.
W łyżwiarstwie figurowym wywalczył 9 tytułów mistrza Polski – trzy indywidualnie (1955, 1957, 1958), pięć w konkurencji par sportowych (1957, 1958, 1959 – z Barbarą Jankowską, 1960 i 1961 z Krystyną Wąsik) i jeden w konkurencji par tanecznych (1958 z Hanną Dąbrowską). Trzykrotnie wystąpił na mistrzostwach Europy w konkurencji par sportowych (1957 – 11 m., 1958 – 7 m., 1959 – 9 m. – wszystkie starty z Barbarą Jankowską).
Jego największymi sukcesami w kolarstwie było mistrzostwo Polski w szosowym wyścigu drużynowym w 1957 (z Gwardią), wicemistrzostwo Polski w kolarstwie przełajowym (1964) oraz brązowy medal mistrzostw Polski w wyścigu indywidualnym ze startu wspólnego (1960). Kilkukrotnie startował w Wyścigu dookoła Polski. W 1958 był nawet liderem przez jeden etap, a w końcowej klasyfikacji zajął 9. miejsce. W 1960 zajął 10 m., a w 1961 – 8 m. w klasyfikacji końcowej wyścigu. W 1964 wygrał jeden z etapów tego wyścigu.
Po zakończeniu kariery sportowej pracował jako trener. Jego zawodniczki zdobyły 15 tytułów mistrzyni Polski w jeździe figurowej indywidualnie (Grażyna Dudek – 5 razy w latach 1974–1978, Helena Chwila – 4 razy w latach 1979–1981 i 1984, Mirella Gawłowska – 6 razy w 1983 i w latach 1985–1989).